# 賈多男
賈多男（1579年—？），字和仲，號道乾，自號四從先生，直隶真定府南宫县人。

## 生平
賈多男自幼喪母，年十八，应童子科，被知县范公举为第一。萬曆三十一年（1603年）癸卯科顺天府乡试举人，天啓五年（1625年）乙丑科進士，房師为兵科都给事中羅尙忠，七年授官行人司行人，崇祯三年（1630年）充考试官，典雲南乡试。崇祯四年十一月考选，授江西道御史，巡视卢沟桥，又巡视城工。六年，试职满，转正，又奉命巡视甘肃兼摄学政。捕杀巩昌府大猾王風狼，为民挖井，人称“贾公泉”。崇祯八年（1635年）和十年（1637年），两次巡按浙江，督理鹾務。十一名，丁继母忧去职，时家乡南宫县被攻破，长子殉难，家室被焚毁。贾多男为母治丧完毕后，即杜门却客，不再出仕。康熙十三年，入祀乡贤祠。

## 家族
祖父贾可往。父賈子翼，曾任山东禹城知县，为官清廉。以子贵赠江西道监察御史。母陳氏、杨氏累赠安人。